# 하동 청룡리 은행나무
하동 청룡리 은행나무(河東 靑龍里 은행나무)는 대한민국 경상남도 하동군 옥종면 청룡리, 중촌마을에 있는 은행나무이다. 2004년 3월 18일 경상남도의 기념물 제253호로 지정되었다.

## 개요
청룡리 은행나무는 수령이 약 600여년으로 수고 38m, 흉고둘레 10.6m나 되는 거목으로 경상남도에서는 가장 굵은 나무이다. 생육상태를 보면 나무의 원줄기는 고사하였고, 그 줄기에서 직립으로 돋아난 맹아지 8개가 붙어 자라 하나의 큰 줄기를 형성하고 있다. 또한 세상에 큰 변고가 있을 때 이 나무는 울음소리를 낸다는 전설 등이 있다.
은행나무에 얽힌 전설이 흥미롭고 다양하며, 동민들은 이 나무를 마을의 수호신으로 섬기면서 오늘날에도 매년 음력 정월 그믐날이 되면 이 나무 아래에서 동제를 지내고 있으며, 옥종면에서는 10월 1일을 은행나무 축제일로 정하여 문화행사를 개최하는 등 우리 조상들의 자연숭배 문화가 오늘날에도 고스란히 유지되고 있으므로 가치가 있다.

## 참고 문헌
- 하동청룡리은행나무 - 국가유산청 국가유산포털